# Rosalía de Castro

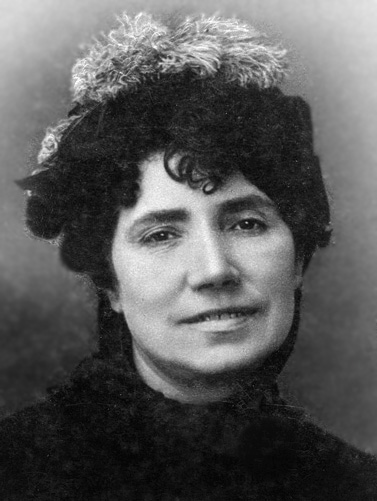
Rosalía de Castro, etwa 1880

Rosalía de Castro (* 23. Februar 1837 in Santiago de Compostela; † 15. Juli 1885 in Padrón, Galicien) war eine spanische Schriftstellerin und Lyrikerin, die mit ihren Werken zur Wiederaufwertung der galicischen Sprache beitrug.

## Leben

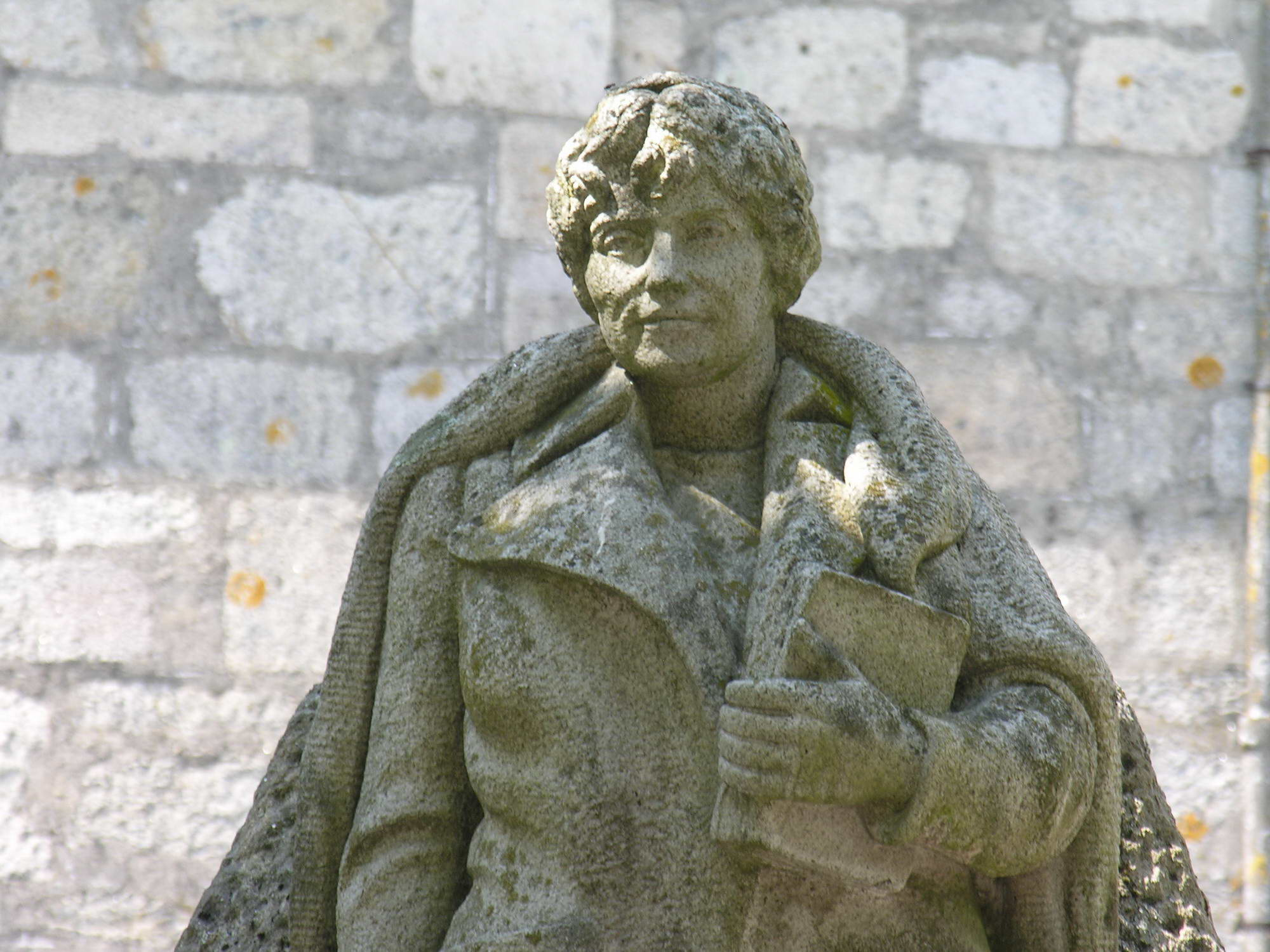
Statue von Rosalía de Castro in Padrón.

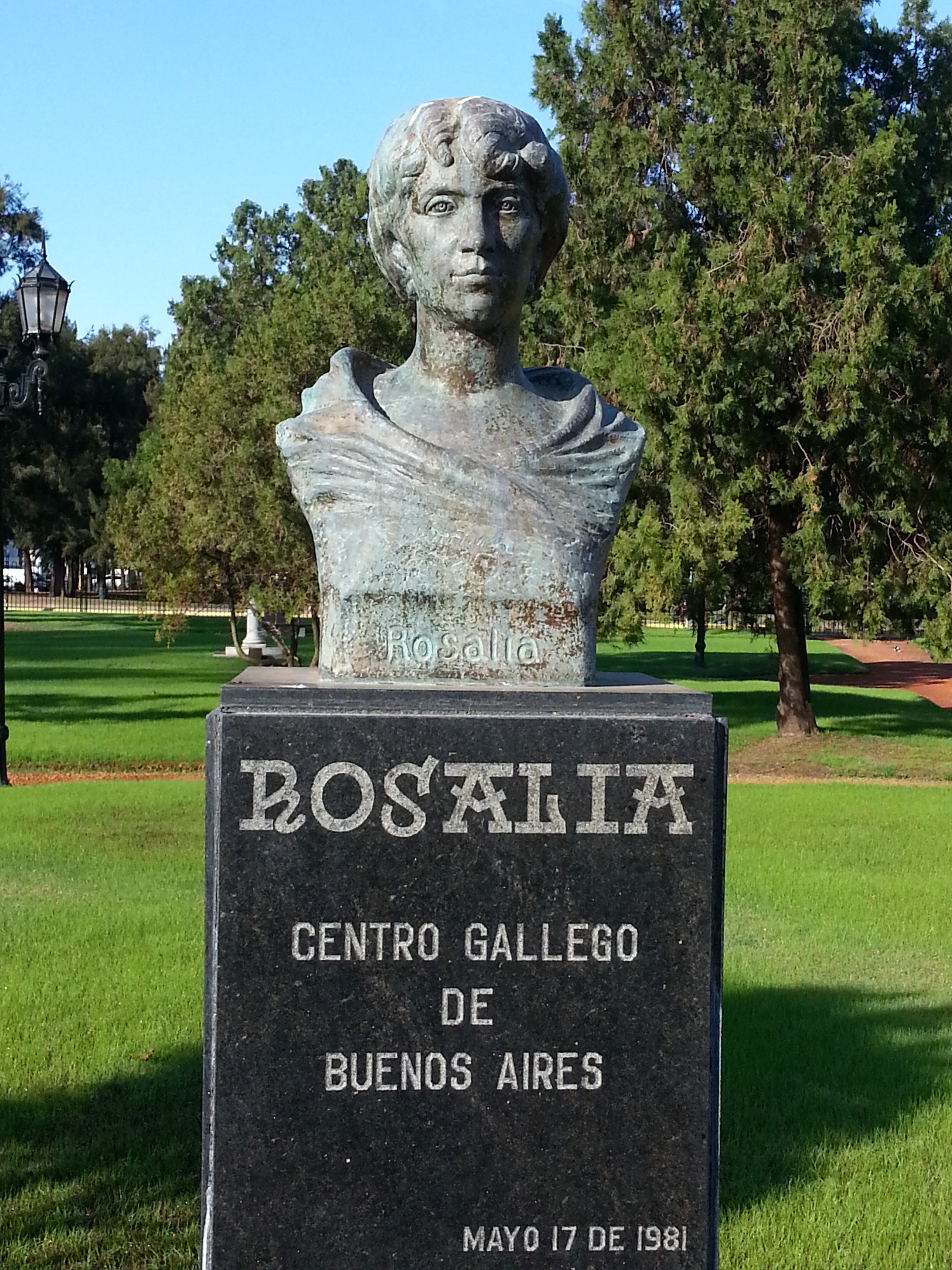
Büste von Rosalía de Castro auf dem Paseo de los Poetas, El Rosedal, Parque Tres de Febrero, Buenos Aires.

Rosalía de Castro wurde als uneheliche Tochter von María Teresa de la Cruz de Castro y Abadía (1804–1862) und José Martínez Viojo (1798–1871) geboren und auf die Vornamen María Rosalía Rita getauft. In ihrer Geburtsurkunde wird ihr Vater nicht aufgeführt; dieser war Seminarist und später Kaplan in der kleinen Gemeinde Iria Flavia bei Padrón. Über ihre Zeit als Kind und Jugendliche ist insgesamt sehr wenig bekannt. Sie wuchs bei ihren erzkatholischen Tanten väterlicherseits im Dorf Castro de Ordoño auf und konnte erst im Alter von 10 Jahren zu ihrer Mutter zurückkehren, die eine Dame aus verarmtem Hidalgo-Adel war. Mit großer Wahrscheinlichkeit besuchte Rosalía de Castro die Schule der „Sociedad Económica de amigos del País“, wo sie Unterricht in Musik und Zeichnen nahm. Sie spielte auch die Hauptrolle im Theaterstück Rosmunda von Antonio Gil y Zárate im Liceo de la Juventud. Dort hatte sie Gelegenheit, Personen des intellektuellen Lebens kennenzulernen, die später eine wichtige Rolle in der galicischen Renaissance spielen sollten, darunter Aurelio Aguirre, Eduardo Pondal, Alberto Camino, Rodríguez Seoane und Manuel Murguía, ihren späteren Ehemann.
Rosalía de Castro heiratete ihn in jungen Jahren, am 10. Oktober 1858. Manuel Murguía war ein Chronist Galiciens, der damals für diverse Madrider Tageszeitungen schrieb. Mit ihm war sie, bedingt durch seine Arbeitsbedingungen als Journalist, ständig unterwegs: Madrid, Santiago de Compostela, A Coruña, Vigo, Lugo, Simancas, Padrón waren Stationen ihres Lebens. Sieben Monate nach ihrer Hochzeit wurde Tochter Alejandra Murguía geboren. Sechs weitere Kinder folgten: Aura 1868, die Zwillinge Gala und Ovidio 1871, sowie Amara 1873 und schließlich 1875 Adriano, der eineinhalb Jahre später durch einen Unfall ums Leben kam. Die letzte Tochter Valentina wurde 1877 tot geboren.
Manchmal lebte sie mit ihrem Mann zusammen, manchmal mit ihrer Mutter, die 1862 starb, manchmal auch nur mit ihren Kindern. Rosalía hatte dauerhaft mit gesundheitlichen und finanziellen Problemen zu kämpfen. Sie war sehr häuslich und widmete sich den Kindern und ihrem Mann. Von sich aus drängte Rosalía de Castro nicht zur Bekanntheit und zum Ruhm. So war es ihr Mann, der sie überzeugte, ihre Werke zu veröffentlichen. Sie starb im Alter von 48 Jahren in ihrem Haus in A Matanza bei Padrón an Gebärmutterkrebs, wo ihr zu Ehren ein Museum eingerichtet wurde. 
Begraben wurde sie gemäß ihrem Wunsche auf dem Friedhof von Adina in Iria Flavia, einem kleinen Weiler nahe Padrón. Sechs Jahre später wurde ihr Leichnam ins „Panteón de Galegos Ilustres de Santo Domingo de Bonaval“ in Santiago überführt.

## Ehrungen
Alljährlich begeht man überall in Galicien mit vielen künstlerischen Aktivitäten den „Día de Rosalía“.
Im Ahrbergviertel in Hannover-Linden wurde 1998 ein Platz, die Plaza de Rosalia nach der Lyrikerin benannt.

## Werk

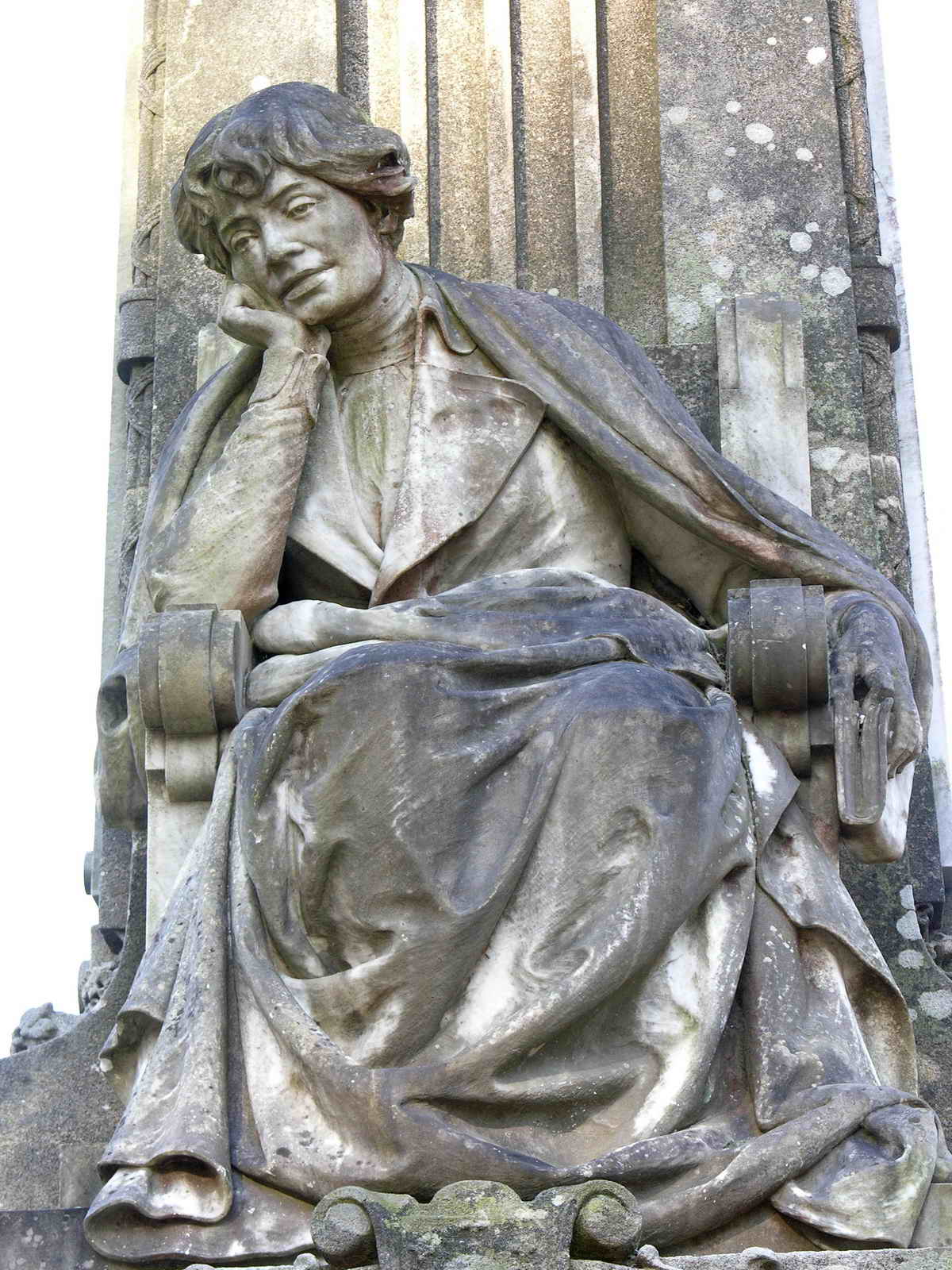
Statue von Rosalía del Castro auf der Promenade de la Alameda, Santiago de Compostela

Ungeachtet dessen, dass Rosalía de Castros den größeren Teil ihres Werkes auf Spanisch verfasst hat, ist ihr Wirken von essentieller Bedeutung für die Wiederaufwertung der galicischen Sprache. De Castro betrachtete das Galicische noch nicht als Sprache, sondern nannte es Dialekt. Sie war damit bis 1881 eine zentrale Figur einer Bewegung, die sich „O Rexurdimento“ (Wiederauferstehung) nannte.
Ihre ersten Verse dichtete sie mit rund 12 Jahren. Mit 17 war sie in ihrem „Liceo de San Agustín“ bereits sehr bekannt. Ihr erstes Buch war La Flor. Ihr letztes Werk war der 1880 in Havanna edierte, aber in Madrid gedruckte Gedichtband Follas novas (Neue Blätter), ein Werk, das voller Melancholie einen tiefen Einblick in ihre Sichtweise des Lebens gewährt und sich mit der menschlichen Existenz und der Angst vor dem Tod befasst. Ein Gedicht daraus widmete sie den galicischen Emigranten in Kuba.
In Cantares Gallegos (dt.: Galicische Lieder), welchen ein für die galicische Literatur bedeutsamer Prolog vorangestellt ist, schreibt sie über die galicische Landschaft, über die als „saudade“ bekannte unbestimmte Sehnsucht und Melancholie und über das Landleben. Insgesamt ist das lyrische Werk der Autorin von einer pessimistischen Grundstimmung gekennzeichnet; Tod und Schmerz sind häufige Themen. Formal zeichnet es sich durch neuartige Rhythmen und große metrische Freiheiten aus, wodurch Rosalía de Castro Wegbereiterin für Rubén Darío und andere Dichter des Modernismo wird.
Zu ihren Lebzeiten blieb die galicische Dichterin nahezu unbeachtet. Erst spät wurde sie (vor allem von Azorín) wiederentdeckt und trug wesentlich zur Entwicklung der modernen Lyrik in Spanien bei. Heute ist sie auch eine Symbolgestalt des galicischen Regionalismus: Jedes Jahr wird am 17. Mai, an diesem Tag im Jahr 1863 wurden ihre Cantares Gallegos veröffentlicht, ihr zu Ehren der „Día das Letras Galegas“ begangen. Ihr Bild war auch auf den früheren 500-Peseten-Scheinen zu sehen. Iberia hat einen Airbus A340-313 mit der Registrierung EC-GHX nach ihr benannt. Darüber hinaus findet sich ihr Porträt auf dem Seitenleitwerk einer Boeing 737-800 (Registrierung EI-FVL) der Norwegian.

### Gesamtausgabe
- Obras Completas de Rosalía de Castro. (= Biblioteca Castro). Hg. v. Manuel Arroyo Stephens. 2 Bände. Turner, Madrid 1993, ISBN 84-7506-388-8.

### Galicisch

#### Lyrik
- Cantares gallegos (Galicische Gesänge), 1863.
- Follas novas (Neue Blätter), 1880.

#### Prosa
- Contos da miña terra I (später unter dem Titel Conto galego) (1864)

### Spanisch

#### Lyrik
- A mi madre (1863, anlässlich des Todes ihrer Mutter)
- En las orillas del Sar (An den Ufern des Sar), 1884.

#### Romane
- La hija del mar. Vigo 1859
- Flavio. Madrid 1861
- Ruinas. Madrid 1866
- El caballero de las botas azules. Lugo 1867
- El primer loco. Madrid 1881

### Deutsch
- An den Ufern des Sar. Insel Verlag, Frankfurt 1987, ISBN 3-458-14548-6.
- An den Ufern des Sar. Gedichte spanisch und deutsch. Übertragung und Nachwort von Fritz Vogelgsang.  [Suhrkamp], [Frankfurt am Main] 1991, ISBN 3-458-16164-3.
- WERKE I -Frühe Dichtungen- Die Blume, Lieder, Zum Gedenken an den zu früh verstorbenen Dichter Aurelio Aguirre Galarraga, Für meine Mutter. Übertragung und Einleitung von Christian Switek. [BoD], [Norderstedt] 2017, ISBN 978-3-7386-1959-1.
- WERKE II Die Tochter des Meeres. Novelle. Übersetzung, Vorwort, Einleitung und Anmerkungen von Christian Switek. [tredition], [Hamburg] 2016, ISBN 978-3-7323-4981-4.
- WERKE III Flavio. Roman. Übersetzung, Vorwort, Einleitung, Anmerkungen und Kommentar von Christian Switek. [tredition], [Hamburg] 2023, ISBN 978-3-384-09151-2.
- WERKE IV Gedichte (1863/1872). Galicische Lieder. Übersetzung, Vorwort, Einleitung und Anmerkungen von Christian Switek. [tredition], [Hamburg] 2023. ISBN 978-3-384-07070-8.